# Jane Squire
Jane Squire (York, 1686 –  Londen, 1743) was een Engelse wiskundige. Ze was de enige gekende vrouw die tijdens de 18e eeuw openlijk deelnam aan debatten en discussies over de oplossing voor het bepalen van de lengtegraad wanneer men op zee vertoeft. Squire was naast Elizabeth Johnson de enige vrouw die plannen indienden met als doel een beloning (tot £20.000) te ontvangen krachtens de Longitude Act van 1714. Dit werk was vooral van belang in de 18e eeuw, toen het Britse Rijk sterk afhankelijk was van de zee voor handel, reizen, en het besturen van koloniën.

## Leven en loopbaan
Jane Squire werd geboren en gedoopt in York in 1686. Haar ouders, Priscilla en Robert Squire, waren welvarend en invloedrijk. Jane verhuisde in 1720 naar Londen, waarna ze in 1722 een rechtszaak aanspande tegen Edward Earl of Oxford, Earl Mortimer en Thomas Lord Harley. Dit voor het verliezen van aanzienlijke financiële investeringen, wat in die tijd ongebruikelijk was voor vrouwen. De rechtszaak werd geseponeerd nadat de rechtbanken oordeelden dat haar katholieke geloof het de rechtbanken toeliet haar rechtszaak te blokkeren.
In 1726 werd Squire gearresteerd en gevangengenomen (Fleet Prison) vanwege haar aanzienlijke schuldenberg. Drie jaar later werd ze vrijgelaten en besloot ze zich te concentreren op haar voorstel over de bepaling van de lengtegraad op zee. Dit werd beïnvloed door haar katholieke geloof.
In Londen gebruikte ze haar invloedrijke banden om haar op religie gebaseerde lengtegraadproject voort te zetten, evenals de verspreiding van haar boek A Proposal to Determine our Longitude (twee edities, 1742 en 1743). Squire verzond ook exemplaren naar Rome in de hoop de steun van paus Benedictus XIV te verwerven.
Jane Squire is nooit gehuwd. Ze was vastberaden om - ondanks dat ze een vrouw was - haar ideologieën gehoord te krijgen. In haar boek nam ze een brief op die ze in 1733 aan Sir Thomas Hanmer schreef. Hierin stelde ze: "'Ik kan me geen enkel speelgoed herinneren dat mij niet aan een wiskundig instrument doet denken; noch enig wiskundig instrument dat mij niet aan speelgoed doet denken: ik zie daarom niet in waarom ik mij zou moeten beperken tot naalden, kaarten en dobbelstenen". Hanmer was een van de oorspronkelijke commissarissen die werden aangesteld door de Longitude Act van 1714. Zijn antwoord, dat eveneens afgedrukt werd in het boek van Squire, luidde "'dat u mag verwachten dat u onder enig vooroordeel zult staan vanwege uw sekse". Hoewel haar project onpraktisch was, kreeg Squire gehoor van een aantal invloedrijke personen, waaronder Hans Sloane en Abraham de Moivre. Ze bleef tot het einde toe overtuigd dat ze een beloning verdiende voor haar geleverde werk. In een rouwbericht in de krant The Daily Post werd naar haar verwezen als 'een dame die uitstekend thuis was in de astronomie, filosofie en het merendeel van de beleefdheidsliteratuur'.

## Voorstel voor lengtegraad
Jane Squire's voordrachten om de lengtegraad wanneer op zee te bepalen, waren gebaseerd op de hedendaagse astronomie en andere aangeleerde tradities. Evenals waren ze sterk afhankelijk van haar religieuze wereldvisie. Haar boeken beschreven een schema waarbij de hemel in meer dan een miljoen segmenten werd opgedeeld, alsook ook een siderische klok vastgezet op de positie van de Ster van Bethlehem ten tijde van de geboorte van Jezus. Gelijkaardige religieus gemotiveerde zoektochten waren destijds 'niet ongebruikelijk'. De klok was bedoeld om het uur vanop kerktorens weer te geven. Alsook besprak Squire het gebruik van zeeboeien (beschreven als kunstmatige zeewezens) als hulpmiddel bij het bepalen van iemands locatie op zee.
Squire's publicatie A Proposal to Determine Our Longitude werd in twee edities gedrukt in Londen. Deze werden verkocht door Londense boekhandelaren waaronder S. Cope. De editie van 1742 was 200 pagina's lang was en werd gedrukt in het Engels en het Frans. Die van 1743 was 160 pagina's lang. Beide edities waren voorzien van een uitvouwbare samenvattingstabel rond de kaft gevouwen. Het boek bevat een inhoudsopgave, haar voordracht en herdrukken van briefwisseling tussen 1731 en 1742.
Toen paus Benedictus XIV de voordracht van Squire ontving, vroeg hij de Academie voor Wetenschappen van Bologna om deze te beoordelen. Hun antwoord was echter niet positief, alhoewel ze wel aangaven dat vrouwen aangemoedigd moesten worden om wiskundige wetenschappen te studeren. Het werk van Squire werd in geen enkele genotuleerde vergadering van het Britse Board of Longitude in overweging genomen en werd in de twintigste eeuw verworpen als een van de vele 'gekke oplossingen' die destijds in omloop waren. Recenter zijn wetenschappers haar bijdrage - en de reacties van haar tijdgenoten - serieuzer gaan nemen om zo de wetenschappelijke en religieuze culturen van die tijd beter te kunnen begrijpen. Ook geeft dit het belang van gender en sociale klasse toentertijd aan om een stem te krijgen in debatten.

## Dood
Jane Squire stierf in hetzelfde jaar waarin de tweede editie van haar voordracht werd gedrukt, namelijk in 1743. De Londense krant The Daily Post beschreef haar als 'een dame die uitstekend thuis was in de astronomie, filosofie en het merendeel van de beleefdheidsliteratuur'.